# Élections législatives kazakhes de 1999
Des élections législatives se sont tenues au Kazakhstan en 1999.